# Bądkowo-Rumunki
Bądkowo-Rumunki – wieś sołecka w Polsce położona w województwie mazowieckim, w powiecie płockim, w gminie Brudzeń Duży.
W latach 1975–1998 miejscowość administracyjnie należała do województwa płockiego.